# Esther Brann
Esther Brann (Nueva York, 21 de julio de 1899-Ventura, 9 de enero de 1998) fue una pintora e ilustrador infantil estadounidense.

## Biografía
Se formó en la Liga de estudiantes de arte de Nueva York, la Cooper Union, la Academia Nacional de Dibujo de Estados Unidos y el Conservatorio americano de Fontainebleau.
A su vuelta de Francia, decidió trabajar como autónoma escribiendo e ilustrando sus libros al no encontrar trabajo.
Su marido se alistó en la marina, y con él y su hijo vivió en Guam, Florida, Virginia y California.